# Jabloň U Lidmanů
Jabloň U Lidmanů je stará odrůda reneta blenheimská rostoucí na zahradě penzionu a restaurace U Lidmanů v Machovské Lhotě v okrese Náchod přibližně kilometr od polských hranic. Jabloň byla v květnu 2020 nominována Místní akční skupinou Stolové hory do soutěže Strom roku, kterou jako první ovocný strom vyhrála. Díky tomu se účastnila také soutěže Evropský strom roku, kde skončila sedmá.

## Historie jabloně
Podle pamětníků byly na zahradě penzionu U Lidmanů ve 20. letech 20. století vysázeny 4 jabloně. Když poslední z nich začala chřadnout, zachráněná větev dala život té, která na místě stojí dodnes. To se stalo kolem roku 1945, když se narodil dlouholetý majitel penzionu Jarka Lidman. Aby nová jabloň rostla, poradil místní štamgast otci J. Lidmana, ať kolem ní zakope hřebíky, aby měla dostatek železa. Jabloň nakonec přežila a stojí na zahradě penzionu i dnes.

## Anketa Strom roku

### Národní kolo ankety Strom roku
V anketě Strom roku pořádanou Nadací Partnerství veřejnost každoročně hlasuje o tom, který strom se jim nejvíc líbí, ať už svým vzhledem, či výjimečným příběhem. Jabloň byla nominována v květnu 2020 Místní akční skupinou Stolové hory spolu s podporu obce Machov, místní školy, zahrádkářů a Kladského pomezí o.p.s. Jabloň dokázala zaujmout právě příběhem, kdy je stejně stará jako bývalý majitel a zároveň údajně přežila díky železu ze zakopaných hřebíků v době, kdy chřadla. Místní akční skupina Stolové hory vzhledem k tomu, že se jedná o ovocný strom, poukazovala také na udržitelnost a soběstačnost regionu.
V září v regionu proběhla akce nazvaná Tour de štrúdl, kdy zástupci MAS Stolové hory informovali o kandidatuře jabloně na Strom roku a upozorňovali na možnost hlasování. Tato akce proběhla v Polici nad Metují, Hronově a Náchodě.
Dne 20. října byla jabloň vyhlášena Stromem roku 2020 s celkovým ziskem 2191 hlasů, když získala více než dvojnásobek hlasů oproti ostatním nominovaným stromům.

### Evropské kolo ankety Strom roku
Díky vítězství v národním kole ankety Strom roku soutěžila jabloň také v Evropském kole, které se konalo v únoru 2021. Kvůli koronavirovým opatřením nemohly být pořádány žádné veřejné akce, kde by jabloň mohla být propagována. Zástupci MAS Stolové hory tedy zkusili podporovatele propojit alespoň tím, že na podporu jabloně mohli lidé péct štrúdly, jejichž fotky posílali a na základě toho byla vytvořena tzv. štrúdlová mapa. Na podporu jabloně se peklo ve všech českých krajích, ale také v Polsku, Anglii, Německu a dokonce i na Novém Zélandu. Kvůli neutěšené pandemické situaci pak dobrovolníci napekli také štrúdly pro náchodskou nemocnici, kde je zástupci MAS Stolové hory roznesli do všech oddělení.

Jabloň nakonec v celoevrospké soutěží skončila na 7. místě se ziskem 32 028 hlasů.

Fotografie spojené s jabloní U Lidmanů
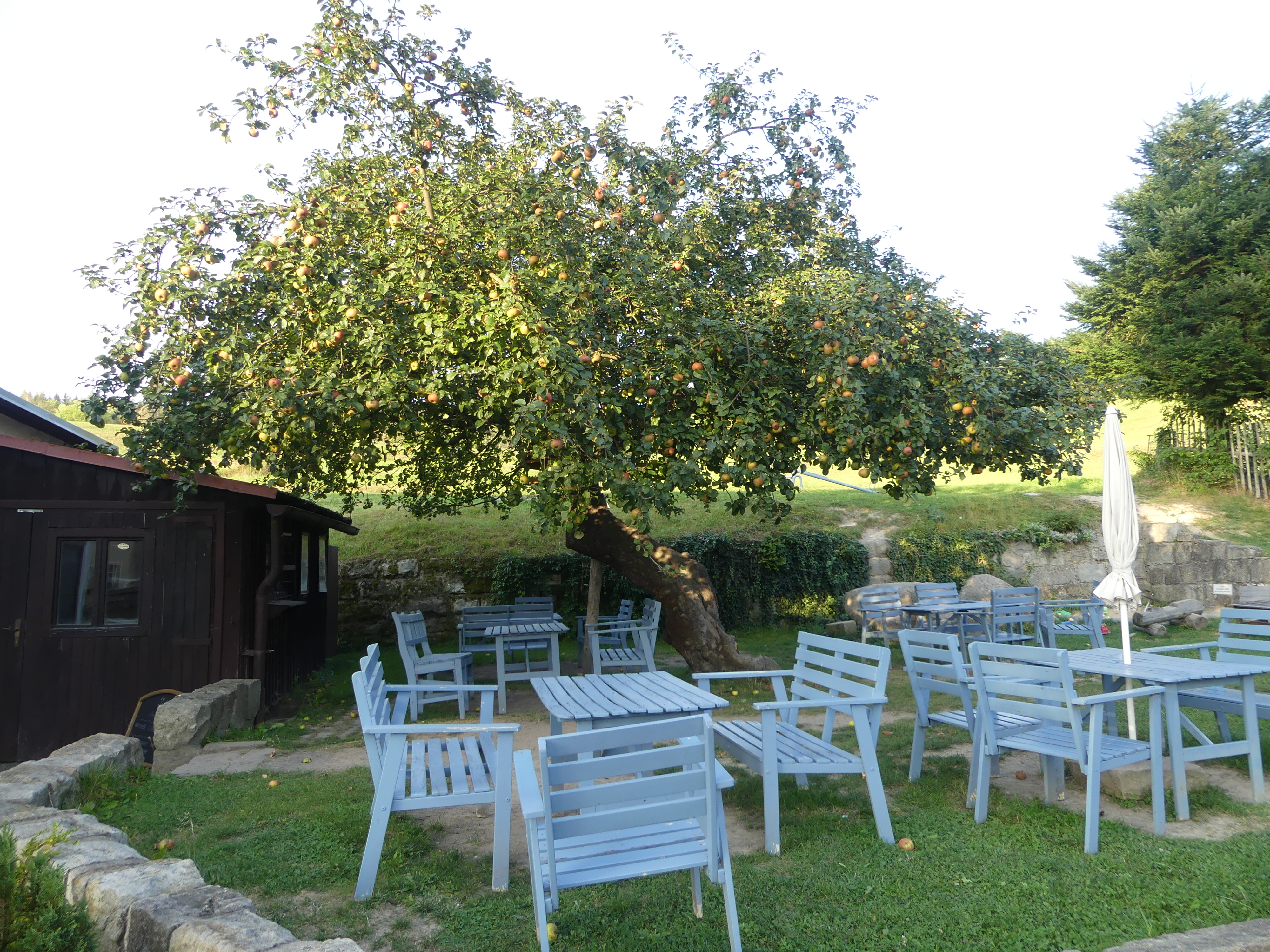
Jabloň U Lidmanů
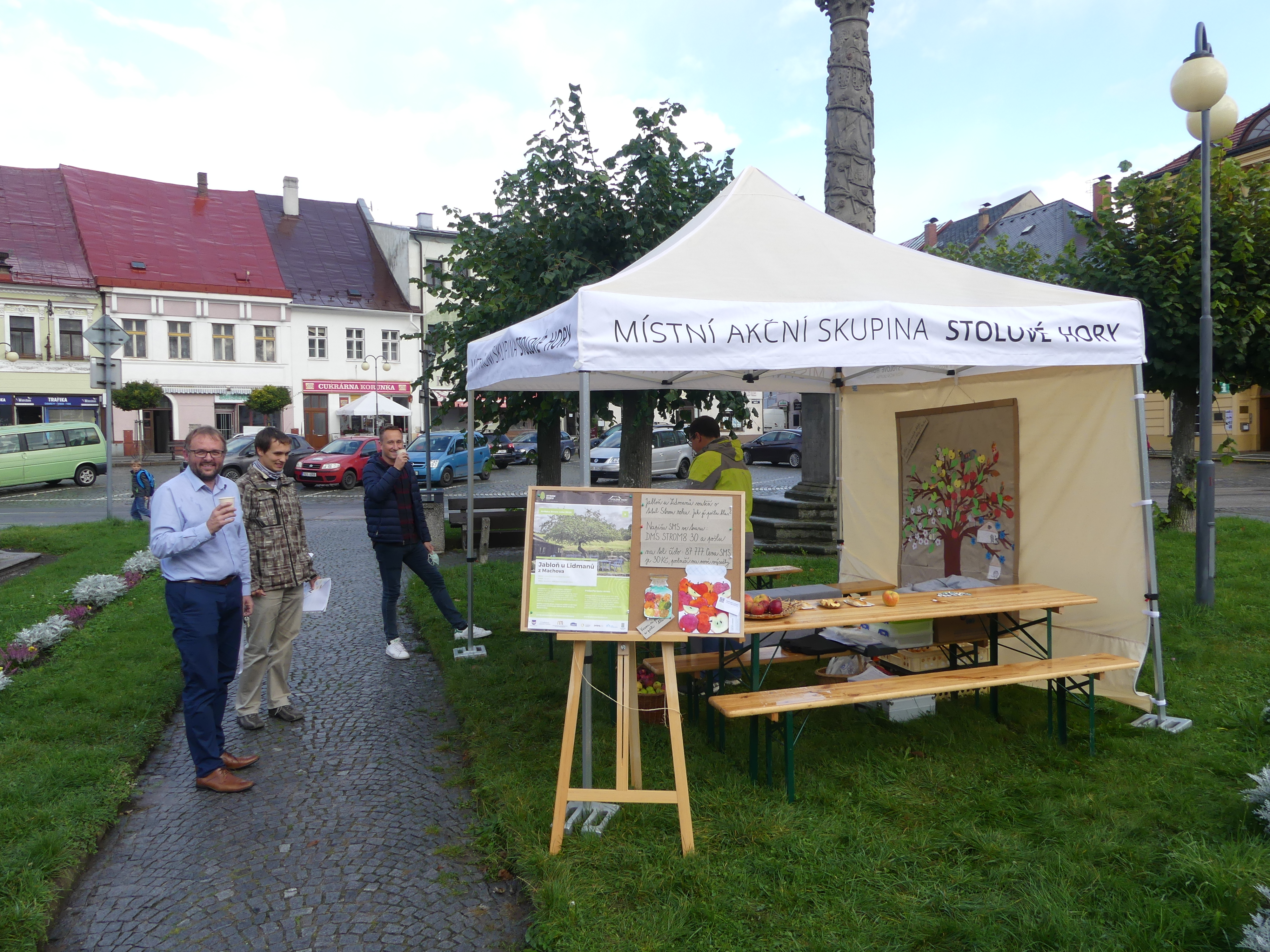
Akce Tour de štrúdl
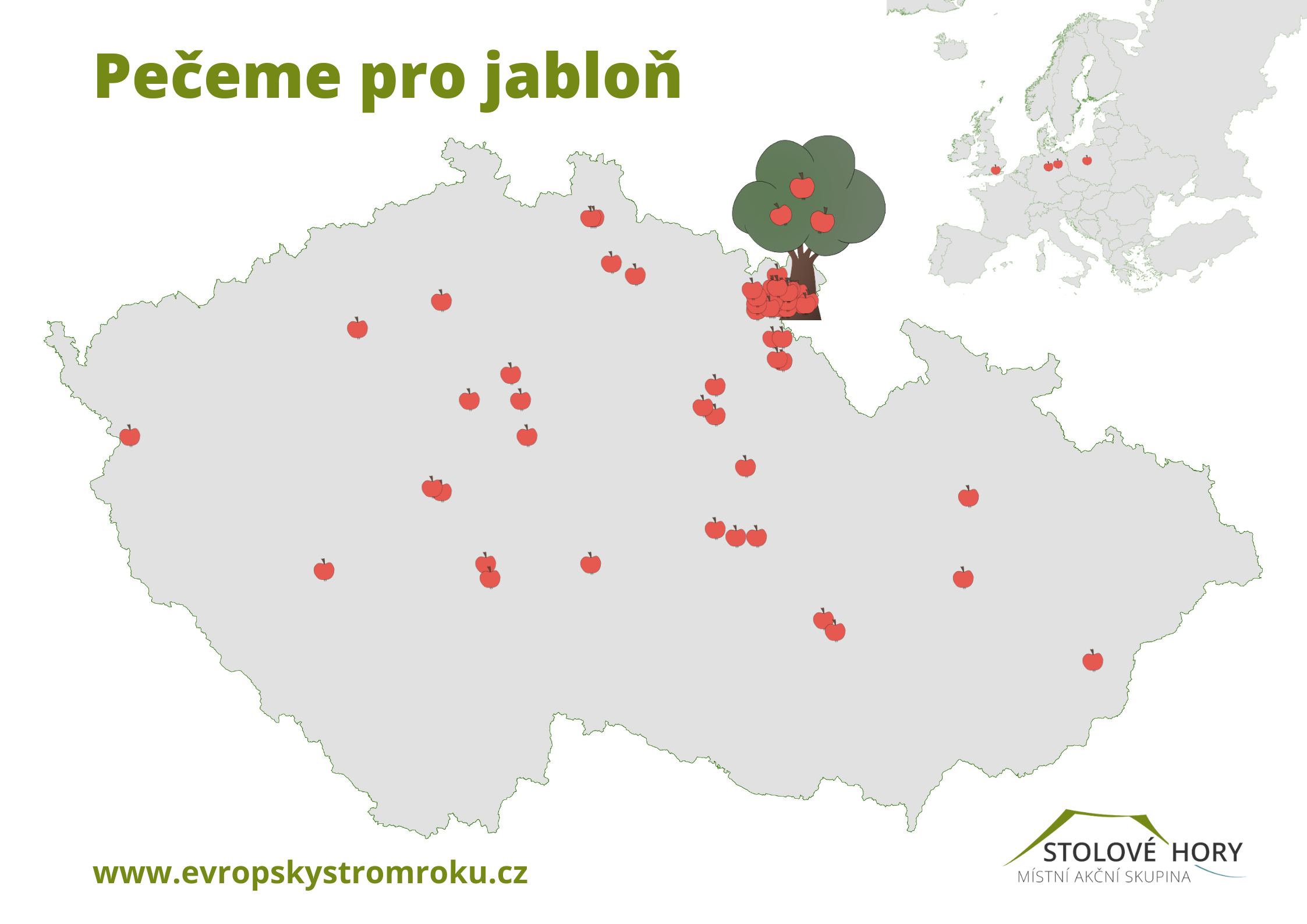
Štrúdlová mapa